# Portalites
Portalites é um gênero de fungo extinto. A espécie Portalites gondwanensis foi localizada no afloramento Morro do Papaléo na cidade de Mariana Pimentel. O afloramento esta na Formação Rio Bonito e datam  do Sakmariano, no Permiano.